# Église d'Hankasalmi
L’église d'Hankasalmi (finnois : Hankasalmen kirkko) est une église luthérienne  située à Hankasalmi en Finlande,.

## Description
Conçue par l’architecte Josef Stenbäck, l'église en bois est construite en 1892.
Elle est de style néogothique. 
L'église a 1 700 sièges et une surface au sol de 1 258 m2.
Les orgues à 20 jeux sont fournis par la fabrique d'orgues Jens Zachariassen en 1880.